# Євстіфеєв Павло Федорович
Павло Федорович Євстіфеєв (народився 20 жовтня 1944, Рязанська область - помер 5 травня 2022, м. Рівне після тривалої хвороби) - вчитель-методист, відмінник освіти УРСР (1982), Заслужений вчитель України (1996), отримав відзнаку За заслуги перед містом Рівне 3 ступеня (2006).  

## Життєпис
У 1966 році закінчив Рязанський державний педагогічний інститут за спеціальністю вчитель німецької та англійської мов. За направленням відпрацював два роки в Комі АРСР, де зміг в деякій мірі опанувати мову комі, що викликало неабияку повагу серед місцевого населення та батьків учнів. З 1968 по 2005 рік працював учителем англійської мови середньої школи № 7 м. Рівне (з липня 1997 року - Рівненська гуманітарна гімназія [Архівовано 9 квітня 2022 у Wayback Machine.]). З 1994 по 2003 рік очолював кафедру вчителів англійської мови гімназії, був організатором науково-пошукової роботи викладачів і гімназистів, працював над створенням експериментальних програм і посібників, які давали можливість організувати в гімназії навчання іноземній мові відповідно вимогам часу. 

## Педагогічна діяльність

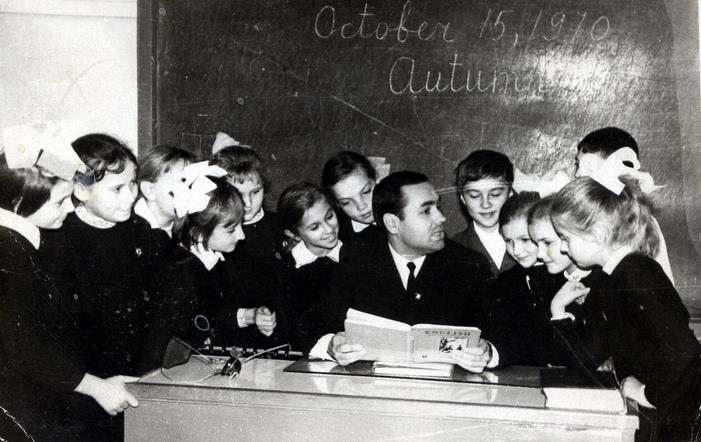
Павло Федорович у колі учнів (15 жовтня 1970 року)

Книга П. Ф. Євстіфєєва «Англійська мова. Практикум з науково-технічного перекладу».

За свідченням учнів та батьків - П.Ф. Євстіфєєв — учитель «від Бога», людина, в якій поєднані любов до дітей, блискуче знання предмета, широка ерудиція, висока культура, щирий інтерес до особистості кожного вихованця. Багато учнів педагога стали перекладачами, учителями іноземних мов. Вихователь багатьох переможців і призерів Всеукраїнських олімпіад з англійської мови всіх рівнів. Статті з досвіду роботи вчителя неодноразово друкувалися у фахових газетах і журналах. Учитель-методист. Відмінник освіти УРСР (1982). Заслужений вчитель України (1996). Нагороджений чисельними відомчими грамотами. Співавтор навчально-методичного посібника «Практикум з науково-технічного перекладу» (2000).

## Цікаві факти
До переїзду в м. Рівне П. Ф. Євстіфєєв не знав жодного слова українською мовою, але зумів опанувати її задля роботи в міській школі: 
|                                                                                                  | Я дуже радий, що розмовляю літературною мовою. Перший раз я почув про свою українську в Києві. Я там був на семінарі, різні колеги з Сум, Полтави, Донецька питають: «Звідки ви?» Я кажу, з Рівного, а вони: «О, відразу видно, що з заходу, хоч від вас почуєш чисту українську мову». Значить, думаю, щось є, раз українці визнають чистоту моєї мови. У гостях часто чув шепіт — а звідки той чорний западенець? Потім питали, чи я зі Львівщини, чи я з Франківщини, але нікому і в голову не приходило, що ця людина за походженням росіянин і до 24 років ні слова українською не знав. Скажу відверто, я опанував українською не тому, що вона мені потрібна була для роботи. Я полюбив українську мову, Україну, оце як кажуть — всім серцем. |
| — Павло Федорович Євстіфєєв, https://day.kyiv.ua/uk/article/panorama-dnya/nezvichayniy-zapadenec | |

За час педагогічної праці Павло Федорович виховав вражаючу кількість переможців конкурсів та олімпіад з іноземних мов:
|                                                                                                  | За роки роботи лише в гімназії мої учні зайняли біля 60 призових місць на олімпіадах різного рівня — міських, обласних і республіканських. 2005 року — це, мабуть, найбільша перемога у моїй педагогічній кар’єрі — учень 11 класу Андрій Кукла зайняв перше місце на всеукраїнській олімпіаді з англійської мови. Це двічі почесно, бо там були діти й дипломатів, і які навчалися у Великобританії, США — перемогти таких суперників надзвичайно важко, але хлопець зміг це зробити, і я дуже пишаюся цим. А взагалі за останній рік моєї роботи учні 11 класу зайняли 11 призових місць на різних олімпіадах. |
| — Павло Федорович Євстіфєєв, https://day.kyiv.ua/uk/article/panorama-dnya/nezvichayniy-zapadenec | |